# Karel Emanuel I. Savojský
Karel Emanuel I., (italsky Carlo Emanuele di Savoia; 12. ledna 1562 – 26. července 1630), známý jako Veliký, byl mezi lety 1580 až 1630 vévoda ze Savojska a vládce Savojských států. Nejednou se také účastnil bojů, v nichž získal přízvisko Testa d' feu (Ohnivá hlava) a kde nedosahoval velkých úspěchů. Byl také jedním z možných kandidátů na českou korunu, této možnosti se však sám vzdal. Byl vzdělaný a podporoval umění.

## Život
V politice kolísal mezi Francií a Španělskem, zprvu se držel Filipa II., jehož dceru Kateřinu pojal roku 1585 za manželku a téhož roku byl pasován na rytíře Řádu zlatého rouna. Využívaje rozervanosti Francie zmocnil se na podzim roku 1588 markrabství Saluzza a v letech následujících obsadil také Provenci a pomýšlel i na to, hlásit se o korunu francouzskou. Když však byl uznán Jindřich IV. králem, donutil Karla k míru, v něm sice Karel podržel Saluzzo, ale ostatní výboje, dokonce i části Savojska, musel postoupit Francii (1601).
Boje, které Karel v této době vedl proti protestantským kantonům švýcarským, hlavně výpravy (roku 1602 a 1609) proti Ženevě, skončily se bez úspěchu. Roku 1610 se Karel spolčil s Francií, ale po smrti Jindřicha IV. klonil se zase hned k Španělsku, hned k Francii. Po smrti císaře Matyáše (1619) se chtěl stát císařem a byl by za tím účelem rád zvolen býval též králem českým, měl také částečně zásluhu o vypravení pomocného sboru Mansfeldova do Čech, ale nebyl zvolen ani ve svaté říši ani v Čechách.
Ve snahách o rozšíření svého panství v Itálii byl rovněž nešťasten. Pokusil se opanovati roku 1613 Montferrat, roku 1623 Veltlin, roku 1627 Janov, ale veskrze bez účinku. Když vymřel knížecí rod mantovský (1627), snažil se Karel s pomocí rakouskou získati z dědictví aspoň Montferrat, ale vojsko francouzské vtrhlo do jeho zemí, opanovalo Pinerolo i Savojsko a ohrožovalo Turín. V té kritické chvíli Karel zemřel raněn mrtvicí.
Byl přítelem věd a umění, jež za své vlády horlivě podporoval, ale jeho četné neprospěšné války velmi škodily blahobytu země.

## Potomci
- Filip Emanuel (2. dubna 1586 – 9. února 1605)
- Viktor Amadeus I. (8. května 1587 – 7. října 1637), savojský vévoda, titulární král kyperský a jeruzalémský, ⚭ 1619 Kristina Bourbonská (10. února 1606 – 27. prosince 1663)
- Emanuel (16. dubna 1588 – 4. srpna 1624), sicilský vicekrál v letech 1622–1624
- Markéta (28. dubna 1589 – 26. června 1655), ⚭ 1608 František IV. Gonzaga (7. května 1586 – 22. prosince 1612), vévoda z Mantovy a Montferratu
- Isabela (11. března 1591 – 28. srpna 1626), ⚭ 1626 Alfons III. d'Este (22. října 1591 – 26. května 1644), vévoda z Modeny a Reggia
- Mauricio (10. ledna 1593 – 4. října 1657), biskup a kardinál
- Marie (1594–1656), jeptiška
- Františka Kateřina (1595–1640), jeptiška
- Tomáš (21. prosince 1596 – 22. ledna 1656), carignanský kníže, soissonský hrabě, ⚭ 1625 Marie Bourbonská (3. května 1606 – 3. června 1692)
- Johana (*/† 1597)

## Vývod z předků
|                           |                           |  |               |                         |  |  |  |  |  |  |  | Ludvík Savojský |
|                           |                           |  |               |                         |  |  |  |  |  |  |  |                 |
|                           | Filip II. Savojský        |  |               |                         |  |  |  |  |  |  |  |                 |
|                           |                           |  |               |                         |  |  |  |  |  |  |  |                 |
|                           |                           |  |               | Anna Kyperská           |  |  |  |  |  |  |  |                 |
|                           |                           |  |               |                         |  |  |  |  |  |  |  |                 |
|                           | Karel III. Savojský       |  |               |                         |  |  |  |  |  |  |  |                 |
|                           |                           |  |               |                         |  |  |  |  |  |  |  |                 |
|                           |                           |  |               | Jean II de Brosse       |  |  |  |  |  |  |  |                 |
|                           |                           |  |               |                         |  |  |  |  |  |  |  |                 |
|                           | Claudine de Brosse        |  |               |                         |  |  |  |  |  |  |  |                 |
|                           |                           |  |               |                         |  |  |  |  |  |  |  |                 |
|                           |                           |  |               | Nicole de Châtillon     |  |  |  |  |  |  |  |                 |
|                           |                           |  |               |                         |  |  |  |  |  |  |  |                 |
|                           | Emanuel Filibert Savojský |  |               |                         |  |  |  |  |  |  |  |                 |
|                           |                           |  |               |                         |  |  |  |  |  |  |  |                 |
|                           |                           |  |               | Ferdinand Portugalský   |  |  |  |  |  |  |  |                 |
|                           |                           |  |               |                         |  |  |  |  |  |  |  |                 |
|                           | Manuel I. Portugalský     |  |               |                         |  |  |  |  |  |  |  |                 |
|                           |                           |  |               |                         |  |  |  |  |  |  |  |                 |
|                           |                           |  |               | Beatrix Portugalská     |  |  |  |  |  |  |  |                 |
|                           |                           |  |               |                         |  |  |  |  |  |  |  |                 |
|                           | Beatrix Portugalská       |  |               |                         |  |  |  |  |  |  |  |                 |
|                           |                           |  |               |                         |  |  |  |  |  |  |  |                 |
|                           |                           |  |               | Ferdinand II. Aragonský |  |  |  |  |  |  |  |                 |
|                           |                           |  |               |                         |  |  |  |  |  |  |  |                 |
|                           | Marie Aragonská           |  |               |                         |  |  |  |  |  |  |  |                 |
|                           |                           |  |               |                         |  |  |  |  |  |  |  |                 |
|                           |                           |  |               | Isabela Kastilská       |  |  |  |  |  |  |  |                 |
|                           |                           |  |               |                         |  |  |  |  |  |  |  |                 |
| Karel Emanuel I. Savojský |                           |  |               |                         |  |  |  |  |  |  |  |                 |
|                           |                           |  |               |                         |  |  |  |  |  |  |  |                 |
|                           |                           |  | Jan Orleánský |                         |  |  |  |  |  |  |  |                 |
|                           |                           |  |               |                         |  |  |  |  |  |  |  |                 |
|                           | Karel z Angoulême         |  |               |                         |  |  |  |  |  |  |  |                 |
|                           |                           |  |               |                         |  |  |  |  |  |  |  |                 |
|                           |                           |  |               | Markéta de Rohan        |  |  |  |  |  |  |  |                 |
|                           |                           |  |               |                         |  |  |  |  |  |  |  |                 |
|                           | František I. Francouzský  |  |               |                         |  |  |  |  |  |  |  |                 |
|                           |                           |  |               |                         |  |  |  |  |  |  |  |                 |
|                           |                           |  |               | Filip II. Savojský      |  |  |  |  |  |  |  |                 |
|                           |                           |  |               |                         |  |  |  |  |  |  |  |                 |
|                           | Luisa Savojská            |  |               |                         |  |  |  |  |  |  |  |                 |
|                           |                           |  |               |                         |  |  |  |  |  |  |  |                 |
|                           |                           |  |               | Markéta Bourbonská      |  |  |  |  |  |  |  |                 |
|                           |                           |  |               |                         |  |  |  |  |  |  |  |                 |
|                           | Markéta Francouzská       |  |               |                         |  |  |  |  |  |  |  |                 |
|                           |                           |  |               |                         |  |  |  |  |  |  |  |                 |
|                           |                           |  |               | Karel Orléanský         |  |  |  |  |  |  |  |                 |
|                           |                           |  |               |                         |  |  |  |  |  |  |  |                 |
|                           | Ludvík XII.               |  |               |                         |  |  |  |  |  |  |  |                 |
|                           |                           |  |               |                         |  |  |  |  |  |  |  |                 |
|                           |                           |  |               | Marie Klevská           |  |  |  |  |  |  |  |                 |
|                           |                           |  |               |                         |  |  |  |  |  |  |  |                 |
|                           | Klaudie Francouzská       |  |               |                         |  |  |  |  |  |  |  |                 |
|                           |                           |  |               |                         |  |  |  |  |  |  |  |                 |
|                           |                           |  |               | František II. Bretaňský |  |  |  |  |  |  |  |                 |
|                           |                           |  |               |                         |  |  |  |  |  |  |  |                 |
|                           | Anna Bretaňská            |  |               |                         |  |  |  |  |  |  |  |                 |
|                           |                           |  |               |                         |  |  |  |  |  |  |  |                 |
|                           |                           |  |               | Markéta z Foix          |  |  |  |  |  |  |  |                 |
|                           |                           |  |               |                         |  |  |  |  |  |  |  |                 |